# Olympe de Gouges
Olympe de Gouges (født Marie Gouze 7. maj 1748, død 3. november 1793) var fransk forfatterinde og feminist. Hun blev henrettet ved guillotine på Place de la Concorde under Terrorregimet.
Olympe de Gouges var aktiv kvinderettighedsforkæmper under Den Franske Revolution, hvor hun skrev talrige brochurer og pamfletter, der talte for lige rettigheder mellem mænd og kvinder. Hendes mest betydningsfulde værk betegnes som Déclaration des droits de la femme et de la citoyenne (1791) [da. Erklæring om kvindens og medborgerindens rettigheder], der var en modreaktion til den officielle franske menneskerettighedserklæring, Déclaration des Droits de l'Homme et du Citoyen (1789) [da. Erklæringen om menneskets og borgerens rettigheder]. I denne pamflet kræver Olympe de Gouges fuld politisk ligestilling mellem mænd og kvinder. Bedst udtrykt i artikel 10: "Kvinden har ret til at bestige skafottet. Da skal hun også have ret til at bestige talerstolen." Dog blev kvinders valgbarhed først sikret i Frankrig den 21. april 1944.

## Den Franske Revolution
Selvom Olympe de Gouges vandt sig popularitet under den franske revolution, og at alle hendes tekster fuldtud var i tråd med revolutionens slagord "Frihed, lighed, broderskab" skulle det vise sig, at det franske samfund, da det begyndte at reetablere sig selv i 1793-94 under jakobinernes herredømme: Terrorregimet, langt fra blev, som Gouges havde håbet på. Frankrig erklærede krig med både Preussen og Østrig, og senere også Storbritannien og Spanien. Man havde brug for "en stærk mand", og denne mand hed i 1793-94 Robespierre. Den mandsdominerede styreform blev genindført, og selv ytringsfriheden skulle vise sig at have sine begrænsninger. Olympe de Gouges var pacifist, og fra slutningen af 1792 kritiserede hun stærkt Robespierres politiske metoder. Hun fik hængt plakater op rundt om i Paris' gader, hvor hun advarede mod Robespierre, som hun kaldte både ærgerrig og magtbegærlig. Dette første til. at hun i juli 1793 blev arresteret. Det lykkedes hende dog stadig at smugle "anti-Robespierre"-plakater ud fra fængslet. Efter tre måneders fængsling blev hun henrettet den 3. november 1793. Anklagen lød: "at hun gennem sine skrifter havde planlagt et forbryderisk anslag mod «folkesuveræniteten»".

## Forfatterskab
Olympe de Gouges begyndte sin forfatterkarriere i starten 1780'erne i Paris, hvor hun blandt andet skrev skuespil. Hun var en meget produktiv forfatter og skrev i de 10-12 år, hun var aktiv, over 30 bøger, skuespil og skrifter. Alt hvad hun skrev var stærkt politisk, og hendes tekster handlede om emner som slaveriet mod sorte, fattigdommens problemer, kritik af aristokratiet og diskrimineringen af kvinder.
Hendes skuespil og bøger blev sjældent nogle succes. Hendes første skuespil blev taget af plakaten efter kun tre forestillinger. Til gengæld blev hendes værker heftigt diskuteret, og på den måde fik hun skabt sig et navn inden for Paris' forfatterkredse.